# 구리타 다케오
구리타 다케오(일본어: 栗田健男, 1889년 4월 28일 ~ 1977년 12월 19일)는 일본의 일본 제국 해군 군인이다. 최종 계급은 해군 중장. 해군병학교 38기생. 레이테만 전투에서 적의 수송선단을 눈 앞에 두고 공격함대를 회항시켜 유명해졌다.

## 생애
1889년 4월 28일 이바라키현 미토시에서 한학자 구리타 이소시(栗田勤)의 차남으로 태어났다. 다케오의 외조부는 해군 군인 사토 오사무(佐藤脩)이다. 아버지 이소시의 엄격한 교육을 받고 자라나 말없고 성실한 성격을 가졌다고 한다. 옛 미토중학교(현 이바라키현립 미토제일고등학교)를 졸업하고, 1910년 해군병학교를 38기로 졸업했다. 이후 함상 생활을 하다가 1938년 소장으로 승진하였다. 태평양 전쟁이 시작되자, 여러 작전에 참가하였고, 중장으로 승진하였다.
1944년 10월 필리핀 근해에 상륙하려는 미군을 저지하기 위한 일본군의 쇼호 작전(레이테만 전투)에서, 그는 수송선단을 공격하기 위한 임무를 맡아, 함대를 지휘하였다. 그러나 레이테 만에 정박하고 있던 무방비 상태의 미군 수송선단을 눈앞에 두고도, 전과를 확신할 수 없어 그냥 회항하였다. 이를 "수수께끼의 반전(謎の反転)" 이라고 하며, 미군조차 의아해할 정도였다고 한다. 이것으로 필리핀은 미군에게 떨어졌고, 일본해군의 연합함대는 이 작전에서 대부분의 함선을 잃고 유명무실해졌다.
이후 일본에 돌아와 해군병학교 교장을 지내다 종전을 맞았고, 종전 후에는 지압사, 대서인을 하면서 조용히 지냈다. 레이테만 전투에서 그의 판단은 일본의 전사가들 사이에서 오랫동안 논란의 대상이 되어 왔다.